# Third World Posse
Third World Posse è un EP dei Sepultura. È stato pubblicato nel 1992 solamente in Australia. Le canzoni presenti sono Dead Embryonic Cells, Drug Me (una cover dei Dead Kennedys) e 3 canzoni estratte dal VHS Under Siege, Live in Barcelona, Spain 31/05/91.

## Tracce
1. Dead Embryonic Cells – 4:31
2. Drug Me (Dead Kennedys cover) – 1:49
3. Inner Self (Live) – 4:43
4. Troops of Doom (Live) – 2:55
5. Orgasmatron (Motörhead cover; Live) – 3:28

## Formazione
- Andreas Kisser - chitarra
- Max Cavalera - chitarra e voce
- Igor Cavalera - batteria
- Paulo Jr. - basso